# Área del Gran Dublín

Localización del Gran Dublín en la isla de Irlanda.

La Área del Gran Dublín (GDA; en inglés: Greater Dublin Area; en irlandés: Mórcheantar Bhaile Átha Cliath), también llamada simplemente Gran Dublín, es un término que es usado para describir la ciudad de Dublín y los condados de Dun Laoghaire-Rathdown, Fingal, Kildare, Meath, Dublín Sur y Wicklow de la República de Irlanda.
El término es descrito en la Planning and Develpment Act, 2000 (Section 21) y otros instrumentos estatutarios para los propósitos de planeación y desarrollo a través de su historia. El área está cubierta en estos contextos por la autoridad combinada de Autoridad Regional de Dublín y Autoridad Regional de Medio-Oriente.

## Alternativas
La Gran Área de Dublín es llamada también, aunque de forma imprecisa, Región de Dublín área de las cuatro autoridades locales de Dublín y el término Área Metropolitana de Dublín, la parte urbana de Dublín que se define por varios instrumentos estatales, principalmente aquellos que se refieren a la Garda Síochána y los de los procedimientos de las Cortes de Irlanda.

## Demografía
La población de la Gran Área de Dublín es de 1 904 886 personas. Estimaciones publicadas por la «Oficina Central de Estadística» sugiere que la población de la Gran Área de Dublín alcanzará los dos millones en 2021. Estos datos están basados en un reporte regional de proyecciones nacionales de población publicados previamente y asume que las tendencias demográficas actuales continuarán.
| Gráfica de evolución de Área del Gran Dublín entre 1841 y 2016 |
|                                                                |